# Test pokrycia rozgałęzień
Test pokrycia rozgałęzień, zwany C1-Test, wykonuje co najmniej raz każdą krawędź (gałąź) w grafie przepływu sterowania. Przy tym każda decyzja w rozgałęzieniach w grafie osiąga przynajmniej raz wartość „true” i przynajmniej raz „false”. Test pokrycia rozgałęzień zawiera całkowicie test pokrycia instrukcji programu. Test pokrycia rozgałęzień jest minimalnym kryterium testowym w obszarze statycznego testowania opartego na przepływie sterowania.
Zalety
- Wykrywa nieosiągalne gałęzie. Przykład

```
int x=1;
if (x>=1) then
    {a1;}
else
    {a2;}  ←  a2; nieosiągalne

```

Wskaźnik wykrywalności błędów ok. 33%, jedną piątą z tego stanowią błędy obliczeniowe, reszta to błędy przepływu sterowania.
Wady
- zależności między pojedynczymi (składowymi) warunkami logicznymi nie są brane pod uwagę.
- Pętle są niewystarczająco testowane, porównaj z testem pokrycia ścieżek.
- Skomplikowane warunki logiczne są słabo testowane.